# Iso Tynnyrijärvi
Iso Tynnyrijärvi och Pieni Tynnyrijärvi är sjöar i Finland. De ligger i kommunen Kivijärvi i landskapet Mellersta Finland, i den centrala delen av landet, 300 km norr om huvudstaden Helsingfors. Iso Tynnyrijärvi ligger 167 meter över havet. I omgivningarna runt Iso Tynnyrijärvi växer i huvudsak blandskog. Den är 9,5 meter djup. Arean är 40,5 hektar och strandlinjen är 5,03 kilometer lång. Sjön  ingår i Kymmene älvs huvudavrinningsområde. 